# Metopidiothrix lehtineni
Metopidiothrix lehtineni är en mångfotingart som beskrevs av Shear 2002. Metopidiothrix lehtineni ingår i släktet Metopidiothrix och familjen Metopidiotrichidae. Inga underarter finns listade i Catalogue of Life.